# Odontadenia perrottetii
Odontadenia perrottetii là một loài thực vật có hoa trong họ La bố ma. Loài này được (A.DC.) Woodson mô tả khoa học đầu tiên năm 1931.